# Asthenocnemis linnaei
Asthenocnemis linnaei là loài chuồn chuồn trong họ Platycnemididae. Loài này được Gassmann & Hämäläinen mô tả khoa học đầu tiên năm 2008.